# Roger Sanchez
Roger Sanchez (Queens (New York), 1 juni 1967) is een Amerikaanse house-dj en producer. Hij is sinds de jaren negentig een populaire dj. Hij produceerde zelf de hits Another Chance (2001) en Turn On The Music (2005). Sanchez is ook gastheer van zijn eigen radioshow Release Yourself. Hij is eigenaar van het label Stealth Records.

## Biografie
Sanchez werd geboren als zoon van immigranten uit de Dominicaanse Republiek. Hij studeerde af aan de High School of Art and Design en ging daarna bouwkunde studeren. Tijdens zijn studententijd werd hij actief als dj in de housescene van New York. Hij brak zijn studie uiteindelijk af om zich fulltime op het draaien te kunnen concentreren. In 1990 kreeg hij bij Strictly Rhythm de mogelijkheid zijn eerste single uit te brengen. Dit werd Luv Dancing (1990) van Underground Solution. 
Na producties begon hij met het maken van remixes. Een van de remixes werd Follow Me (1992) van Aly-Us, dat een hitje werd. In de jaren daarna maakte hij nog enkele platen die het goed deden in de housescene. Dit waren onder andere Sumba Lumba (1994) van Tribal Confusion en Release Ya Self (1996) van Transatlantic Soul. Sanchez werd halverwege de jaren negentig ook een van de leden van het Mongoloids-genootschap van Armand van Helden. In de tweede helft van de jaren negentig bracht hij diverse mixalbums uit. Vroege producties werden verzameld op de twee Secret Weapons albums die in 1994 en 1995 verschenen. Zijn eerste plaat die de hitlijsten bereikte werd het nummer I Want Your Love (1999). Deze werd in het Verenigd Koninkrijk een hit. 
In 2001 kwam zijn eerste artiestenalbum uit, First Contact. Hierop werkte hij samen met Armand Van Helden, Sharleen Spiteri (Texas) en N'Dea Davenport (Brand New Heavies). De single Another Chance komt van dit album. Het werd een grote hit en kwam in de Engelse hitlijsten binnen op nummer 1. Het nummer was gebaseerd op de melodie uit de eerste strofe van Toto's I Won't Hold You Back. Het nummer kwam op 21 juli 2001 binnen in de Nederlandse Top 40 op nummer 37 en behaalde als hoogste notering de 6e plaats. Het stond 12 weken in de hitlijst. In dezelfde periode verschenen ook met regelmaat zijn Release Yourself compilatiealbums op zijn eigen label. In 2003 won hij een Grammy Award voor zijn remix van Hella Good van No Doubt.
Eind 2005 maakte hij een nieuwe hit met Turn on the music. Dit nummer werd vooral populair door de remix van Axwell. Het was de voorbode van het album Come with me. Hierop zocht Sanchez de cross-over met pop en rock. Ook het nummer Lost werd een hitje. In 2010 vierde de Release Yourself-reeks zijn tienjarig bestaan met Release Yourself - 10th Anniversary Edition. Hiervan werd de single 2 Gether (met Far East Movement) getrokken. Dat werd een bescheiden hitje.

## Discografie

### Albums
| Album met eventuele hitnotering(en) in de Nederlandse Album Top 100 | Datum van verschijnen | Datum van binnenkomst | Hoogste positie | Aantal weken | Opmerkingen |
| ------------------------------------------------------------------- | --------------------- | --------------------- | --------------- | ------------ | ----------- |
| First contact                                                       | 2001                  | 25-08-2001            | 94              | 1            |             |
| Come with me                                                        | 2006                  | 30-09-2006            | 77              | 1            |             |

| Album met hitnotering(en) in de Vlaamse Ultratop 200 albums | Datum van verschijnen | Datum van binnenkomst | Hoogste positie | Aantal weken | Opmerkingen |
| ----------------------------------------------------------- | --------------------- | --------------------- | --------------- | ------------ | ----------- |
| First contact                                               | 2001                  | 18-08-2001            | 26              | 4            |             |
| Presents release yourself - Volume 5                        | 2006                  | 05-08-2006            | 79              | 3            |             |
| Presents release yourself - Volume 7                        | 06-06-2008            | 07-06-2008            | 74              | 1            |             |
| Renaissance - 3D                                            | 06-02-2009            | 14-02-2009            | 86              | 1            |             |

### Singles
| Single met eventuele hitnotering(en) in de Nederlandse Top 40 | Datum van verschijnen | Datum van binnenkomst | Hoogste positie | Aantal weken | Opmerkingen                                                         |
| ------------------------------------------------------------- | --------------------- | --------------------- | --------------- | ------------ | ------------------------------------------------------------------- |
| Another Chance                                                | 02-07-2001            | 21-07-2001            | 6               | 12           | Nr. 20 in de Mega Top 100 / Alarmschijf / Dancesmash op Radio 538   |
| You can't change me                                           | 2001                  | 27-10-2001            | tip2            | -            | met Armand Van Helden & N'Dea Davenport / Nr. 78 in de Mega Top 100 |
| Turn on the music                                             | 2005                  | 24-12-2005            | 27              | 6            | met GTO / Nr. 29 in de Mega Top 50 / Dancesmash op Radio 538        |
| Lost                                                          | 25-09-2006            | 16-09-2006            | tip6            | -            | Nr. 50 in de Mega Top 50                                            |
| 2Gether                                                       | 2010                  | 18-12-2010            | tip2            | -            | met Far East Movement & Kanobby / Nr. 86 in de B2B Single Top 100   |

| Single met hitnotering(en) in de Vlaamse Ultratop 50 | Datum van verschijnen | Datum van binnenkomst | Hoogste positie | Aantal weken | Opmerkingen                             |
| ---------------------------------------------------- | --------------------- | --------------------- | --------------- | ------------ | --------------------------------------- |
| Another Chance                                       | 2001                  | 21-07-2001            | 25              | 11           |                                         |
| You can't change me                                  | 2001                  | 24-11-2001            | tip10           | -            | met Armand Van Helden & N'Dea Davenport |
| Turn on the music                                    | 2005                  | 24-12-2005            | 31              | 9            | met GTO                                 |
| Lost                                                 | 2006                  | 04-11-2006            | 31              | 3            |                                         |
| 2Gether                                              | 2010                  | 15-01-2011            | tip6            | -            | met Far East Movement & Kanobby         |